# Selección de baloncesto de Armenia
La selección de baloncesto de Armenia es el equipo formado por jugadores de nacionalidad armenia que representa a la Federación de Baloncesto de Armenia en las competiciones internacionales organizadas por la Federación Internacional de Baloncesto (FIBA) o el Comité Olímpico Internacional (COI): los Juegos Olímpicos, la Copa Mundial de Baloncesto y el EuroBasket.
Después de independizarse de la Unión Soviética, la selección nacional no participó en competiciones internacionales hasta el Campeonato Europeo de Baloncesto de los Países Pequeños 2016 donde ganó la medalla de oro. Armenia volvería a ganar el torneo en 2022.

## Historia
En diciembre de 2015 se anunció que la selección nacional masculina jugaría su primer torneo oficial en el verano de 2016, después de unirse al Campeonato Europeo de Baloncesto de los Países Pequeños. El equipo finalmente ganó el torneo derrotando a Andorra en la final por 79-71.

## Historial

### Copa Mundial
Resultado General: No ocupa puesto
| Copa Mundial de Baloncesto |
| --- |
| - 1950: No calificó - 1954: No calificó - 1959: No calificó - 1963: No calificó - 1967: No calificó - 1970: No calificó - 1974: No calificó - 1978: No calificó - 1982: No calificó - 1986: No calificó - 1990: No calificó - 1994: No calificó - 1998: No calificó - 2002: No calificó - 2006: No calificó - 2010: No calificó - 2014: No calificó - 2019: No calificó - 2023: No calificó - 2027: TBD |

### Juegos Olímpicos
| Baloncesto en los Juegos Olímpicos |
| --- |
| - Berlín 1936: No calificó - Londres 1948: No calificó - Helsinki 1952: No calificó - Melbourne 1956: No calificó - Roma 1960: No calificó - Tokio 1964: No calificó - México 1968: No calificó - Múnich 1972: No calificó - Montreal 1976: No calificó - Moscú 1980: No calificó - Los Ángeles 1984: No calificó - Seúl 1988: No calificó - Barcelona 1992: No calificó - Atlanta 1996: No calificó - Sídney 2000: No calificó - Atenas 2004: No calificó - Pekín 2008: No calificó - Londres 2012: No calificó - Río 2016: No calificó - Tokio 2020: No calificó - París 2024: No calificó |

### EuroBasket
| EuroBasket |
| --- |
| - 1935: No participó - 1937: No participó - 1939: No participó - 1946: No participó - 1947: No participó - 1949: No participó - 1951: No participó - 1953: No participó - 1955: No participó - 1957: No participó - 1959: No participó - 1961: No participó - 1963: No participó - 1965: No participó - 1967: No participó - 1969: No participó - 1971: No participó - 1973: No participó - 1975: No participó - 1977: No participó - 1979: No participó - 1981: No participó - 1983: No participó - 1985: No participó - 1987: No participó - 1989: No participó - 1991: No participó - 1993: No participó - 1995: No participó - 1997: No participó - 1999: No participó - 2001: No participó - 2003: No participó - 2005: No participó - 2007: No participó - 2009: No participó - 2011: No participó - 2013: No participó - 2015: No participó - 2017: No participó - 2022: No participó - 2025: TBD |

### Campeonato Europeo División C
| 1988: | No participó | 1990: | No participó | 1992: | No participó   |  |  |
| 1994: | No participó | 1996: | No participó | 1998: | No participó   |  |  |
| 2000: | No participó | 2002: | No participó | 2004: | No participó   |  |  |
| 2006: | No participó | 2008: | No participó | 2010: | No participó   |  |  |
| 2012: | No participó | 2014: | No participó | 2016: | Medalla de oro |  |  |
| 2018: | No participó | 2021: | No participó |       |                |  |  |

## Palmarés
- Campeonato Europeo de Baloncesto de los Países Pequeños:
  -   Campeón (2): 2016, 2022